# 아달베르트 2세 (베르망두아)
베르망두아의 아달베르트 2세(Adalbert II de Vermandois, 980년/985년 ~ 1015년/1017년/1021년) 또는 베르망두아의 알베르 2세(Albert II de Vermandois)는 카롤링거 왕조의 분가인 헤르베르터 왕조 출신 베르망두아 백작이었다. 백작 헤르베르트 3세와 바흐슈르센느의 이르멘가르트의 아들로 태어났다. 파리 대성당의 한 문서에 의하면 그는 헤르베르트 백작의 장남이라 한다. 1010년 7월 15일 그는 동생인 오토네 1세를 지지하고, 자신의 영지를 포기하였다.
980년 출생설과 985년 출생설이 있다. 베르망두아 백작 헤르베르트 2세의 손자이고, 헤르베르트 3세의 아들이었다. The cartulary and charters of Notre-Dame of Homblières에 의하면 그의 어머니 이름은 에르망가르드였고, Chronique de Saint-Bénigne 에 따르면 바흐 슈르 센느(Bar-sur-Seine) 백작 레너드의 딸이었다.
993년 또는 1002년 혹은 1010년에 아버지 헤르베르트 3세의 베르망두아백작직위를 물려받았다. 1010년 7월 15일 자신의 영지인 베르망두아에 대한 권리를 포기하고 형제 오토에게 권리를 양도하였다. 그의 생애에 대해서는 알려진 것은 없고 오토의 형제라는 기록이 전한다. 엠마(Emma)라는 여성과 결혼했으나 자녀 수에 대해서는 알려진 것이 없다.
1010년 7월 15일 동생 오토네 1세에게 백작직과 영지를 양보했다 한다. 1010년 홈블리에 수도원(abbaye of Homblières)에 들어가 수도사가 되었으며 1015년 무렵 세속으로 돌아왔다고 한다. 사망 년대도 확실하지 않아 1015년 사망설, 1017년사망설, 1021년 사망설이 있다. 1035년 혹은 1037년까지 생존했다는 설도 있다. 그는 거짓말쟁이이자 황당한 사람이었고, 혀를 지지는 형벌을 받고 그 후유증으로 몇 시간 후에 사망했다는 설도 있다.

## 가족 관계
그는 엠마라는 여성과 결혼하였으나, 그녀의 출신지나 선조에 대해서는 알려진 것이 없다.
- 아버지 : 아달베르트 1세(Adalbert I the Pious) 또는 알베르트 1세(Albert I, 915년 ~ 987년/988년 9월 8일)
- 어머니 : 로타링기아의 게르베르가(930년경 - 978년), 로타링기아 공작 기셀베르트[4]와 작센의 게르베르가[5]의 딸
- 아내 : 엠마(Emma)

## 참고 자료
- Christian Settipani, La Préhistoire des Capétiens (Nouvelle histoire généalogique de l'auguste maison de France, vol. 1), ed. Patrick van Kerrebrouck, 1993

| 전임 헤르베르트 3세 | 베르망두아 백작 1015년 - 1045년 | 후임 오토네 1세 |